# 灵溪寺 (宁德市)
灵溪寺，是位于中国福建省宁德市蕉城区蕉北街道的一个清代古建筑，宁德县人民政府于1980年11月将其公布为首批县级文物保护单位。
灵溪寺占地面积约1800平方米，始建于北宋大观二年（1108年），明朝万历十四年（1586年）重修，清朝康熙四十九年（1710年）重建。蕉城区人民政府将寺附近的留仙洞纳入保护范围。